# おはよう浪曲
おはよう浪曲（おはようろうきょく）は、かつて朝日放送（ABCラジオ・ABCテレビ）で放送されていた、浪曲専門の演芸番組。

## 概要
浪曲師の歴代のアーカイブ、あるいは会場（朝日放送のスタジオ、のちにワッハ上方演芸ホール）で公開収録された口演を紹介した。ラジオ番組として開始したが、テレビ・ラジオ両波で放送された時期があった。
プロデューサーは勢井亮度、ディレクターは松田隆作。

### ラジオ版
1970年7月から、2014年12月28日にかけて45年間放送した。
深夜番組が若者の支持を得た現象をヒントに、早朝の時間帯で高齢者の需要を掘り起こす、というコンセプトを持って放送が開始された。
放送時間
- 放送開始 - 1989年3月

毎週月曜日 - 土曜日、5:30 - 6:00（月〜土ベルト）
- 1989年4月8日 -

毎週土・日曜日、5:30 - 6:00
- 2007年4月8日 - 2014年12月28日

毎週土曜日、28:00 - 28:30（日曜日4:00 - 4:30）
1989年4月の改編より土・日の週2回放送に縮小され、さらに晩年では週1回（日曜→土曜5:00 - 5:30→日曜4:00 - 4:30=番組表の上では土曜28:00 - 28:30）放送に至った。
歴代の司会者
- 3代目広沢駒蔵
- 上田博章
- 松浦四郎若
- 4代目桂文我

歴代のスポンサー（いずれもグループ含む一社提供）
- テイチク（1970年ごろ[3]） - 1975年時点ではノンスポンサー[7]
- タカラベルモント・タカラスタンダード - 番組名は『タカラ おはよう浪曲』、1980年ごろ[8]
- 大杉製薬 - 番組名は『大杉 おはよう浪曲』、1980年代前半ごろ〜1990年代後半ごろ、2000年時点ではノンスポンサー[9]

ネット局
九州朝日放送（KBCラジオ）で毎週月曜4:30 - 5:00に放送していた。

### テレビ版
毎週日曜日早朝に放送。1975年4月6日 - 2000年3月
演芸研究家・芦川淳平を案内役に、公開録画した口演を紹介した。
名古屋テレビが土曜早朝にネットしていた。
また静岡県民放送でも、1979年7月より土曜6:25-6:55にネットされていた。